# Hocco unicorne
Pauxi unicornis
Espèce
Statut de conservation UICN

 CR A2bcd+3cd+4bcd : 
En danger critique
Le Hocco unicorne (Pauxi unicornis) est une espèce monotypique d'oiseau de la famille des Cracidae. Il a été découvert en 1939 dans le secteur du parc national Carrasco, au centre de la Bolivie.

## Taxinomie
Dans la classification de référence (version 2.10, 2011) du Congrès ornithologique international, la sous-espèce Pauxi unicornis koepckeae a été séparée de cette espèce et est désormais considérée comme l'espèce à part entière Pauxi koepckeae, à la suite des travaux de Gastañaga et al. (2011).

## Sources
- Gastañaga, MacLeod, Brooks et Hennessey, « Distinctive morphology, ecology, and first vocal descriptions of Sira Curassow (Pauxi [unicornis] koepckeae): evidence for species rank », Ornitología Neotropical, vol. 22, no 2 (2011), p. 267-279.